# Habronattus tarascanus
Habronattus tarascanus là một loài nhện trong họ Salticidae.
Loài này thuộc chi Habronattus. Habronattus tarascanus được Griswold miêu tả năm 1987.